# 運河区
運河区（うんが-く）は中華人民共和国河北省滄州市に位置する市轄区。

## 行政区画
- 街道:南環中路街道、公園街道、西環中街街道、水月寺街街道、南湖街道、市場街道
- 鎮:小王荘鎮、南陳屯鎮